# ボブ・ウェルチ (野球)
ロバート・リン・ウェルチ（Robert Lynn Welch, 1956年11月3日 - 2014年6月9日）は、アメリカ合衆国ミシガン州デトロイト出身の元プロ野球選手（投手）、プロ野球コーチ。右投右打。

## 経歴

### プロ入り前
1974年のMLBドラフト14巡目（全体319位）でシカゴ・カブスから指名を受けるが契約せず、東ミシガン大学に進学した。1976年には第5回日米大学野球選手権に出場しており、2勝を挙げている。

### プロ入りとドジャース時代
1977年のMLBドラフト1巡目（全体20位）でロサンゼルス・ドジャースから指名され、プロ入り。
1978年6月20日のヒューストン・アストロズ戦でメジャーデビュー。8月から先発に定着し、8月5日のサンフランシスコ・ジャイアンツ戦で9安打を浴びながらメジャー初完封を記録するなどデビューから5連勝。7勝4敗・防御率2.02・3完封を記録し、チームの地区連覇に貢献。フィラデルフィア・フィリーズとのリーグチャンピオンシップシリーズでは第1戦で5回途中からリリーフして最後まで投げて勝利投手となり、チームはリーグ連覇を果たす。ニューヨーク・ヤンキースとのワールドシリーズでは第2戦で1点リードの9回表1死一、二塁の場面でリリーフし、最後の打者レジー・ジャクソンを三振に仕留めてセーブを記録。第4戦では8回途中からリリーフするが延長10回裏にルー・ピネラにサヨナラ安打を浴び敗戦投手。王手をかけられて迎えた第6戦では6回途中から登板するが、7回にジャクソンにダメ押しの2点本塁打を浴び、チームは敗退した。
1979年は開幕当初は先発だったが5月にリリーフに転向。6月に再び先発に戻るが7月に故障で離脱し、5勝6敗に終わる。
1980年は5月29日のアトランタ・ブレーブス戦で唯一の被安打の後を併殺に打ち取り、四死球・失策・残塁いずれも0の「準完全試合」を記録するなど、前半戦で9勝3敗・防御率2.36の好成績でオールスターゲームに初めて選出される。後半戦で失速したが14勝9敗・防御率3.29を記録した。
1981年は50日間に及ぶストライキでシーズンが中断・短縮されて前後期スプリットシーズン制の変則日程となり、その影響で9勝に留まるが、チームは前期優勝。アストロズとのディビジョンシリーズでは1試合のリリーフ登板のみだったが、モントリオール・エクスポズとのリーグチャンピオンシップシリーズでは最終第5戦で1点リードの9回裏2死一、二塁の場面でリリーフし、最後の打者を抑えて胴上げ投手となった。ヤンキースとのワールドシリーズでは第4戦に先発するが、打者4人に対して3安打1四球で1死も取れないまま降板。チームはワールドチャンピオンとなった。
1982年は16勝11敗・防御率3.36の成績。
1983年は途中まで負けが先行したが終盤に6連勝を記録して巻き返し、15勝12敗・防御率2.65の成績でチームの地区優勝に貢献。フィリーズとのリーグチャンピオンシップシリーズでは第3戦に先発するが2回途中で降板して敗戦投手となり、チームも1勝3敗で敗退した。
1984年は終盤に故障者リスト入りするなど13勝13敗。
1985年も故障で出遅れるが6月以降8連勝を含む13勝を挙げるなど好調で、14勝4敗・防御率2.31を記録し、チームは地区優勝。セントルイス・カージナルスとのリーグチャンピオンシップシリーズでは第3戦に先発するも3回途中5安打6四球4失点の乱調で敗戦投手となり、チームも2勝4敗で敗退した。
1986年はシーズン初登板を完封で飾るが、その後は打線の援護がなく勝利に恵まれず、防御率3.28ながら7勝13敗に留まった。
1987年は15勝9敗、いずれもキャリアハイの251.2イニング・196奪三振・4完封（リーグトップ）を記録。

### アスレチックス時代
1987年12月11日にジェイ・ハウエル、アルフレド・グリフィンらとのトレードで、マット・ヤングと共にオークランド・アスレチックスに移籍。
1988年は6月までに7連勝を含む10勝。17勝9敗・防御率3.64を記録し、チームの地区優勝に貢献。ボストン・レッドソックスとのリーグチャンピオンシップシリーズでは第3戦に先発し2回途中5失点で降板するが、チームは逆転勝利。古巣ドジャースとのワールドシリーズでは第3戦に先発し、5回1失点と好投するが勝敗付かず。圧倒的有利を予想されたチームは1勝4敗で敗退した。
1989年は21勝のデーブ・スチュワート、共に19勝のマイク・ムーア、ストーム・デービスと強力な先発カルテットを形成。前年に続いて17勝を記録し、チームは地区連覇を果たす。トロント・ブルージェイズとのリーグチャンピオンシップシリーズでは第4戦に先発し、6回途中2失点で勝利投手となり、チームはリーグ連覇。「ベイエリア・シリーズ」となったジャイアンツとのワールドシリーズでは本拠地で連勝後の第3戦に先発予定だったが、試合開始前にベイエリア一帯を襲ったマグニチュード7.1のロマ・プリータ地震が発生したため中止となる。10日間の中断を経て再開された第3戦では、第1戦で完封勝利のステュワートが先発し勝利。第4戦も第2戦で先発のムーアが先発して勝利し、4連勝でワールドチャンピオンとなったため登板機会はなかった。
1990年は5月11日から10連勝。前半戦で13勝を挙げて10年ぶりにオールスターに選出され、先発投手を務めた。後半戦でも14勝を挙げ、27勝6敗・防御率2.95という驚異的な成績で最多勝利のタイトルを獲得し、地区3連覇の原動力となる。25勝以上は1980年のスティーブ・ストーンが25勝を記録して以来10年ぶりで、27勝となると1972年のスティーブ・カールトンまで遡る。これ以後2015年終了時点で25勝以上を記録した投手はいない。レッドソックスとのリーグチャンピオンシップシリーズでは第2戦に先発して8回途中1失点で勝利投手となり、チームはリーグ3連覇を果たす。シンシナティ・レッズとのワールドシリーズでは第2戦に先発するが、8回にピンチを招き途中降板。後続が打たれて同点に追い付かれ、チームはサヨナラ負け。結局4連敗で敗退した。オフに自身初のサイ・ヤング賞を受賞。
1991年は4月は好調だったものの、5月5日のクリーブランド・インディアンス戦で自身ワーストの11失点。その後も2度9失点を喫するなど不振に陥り、12勝13敗・防御率4.58と前年から大きく成績を落とした。同年は一時アルコール使用障害を患い、その模様を記した「ファイブ・オクロック・カムズ・アーリー」という本をニューヨーク・タイムズのスポーツ・コラムニストであるGeorge Vecseyとの共著で出版した。
1992年は開幕に間に合わず、復帰後も故障がちで20試合の登板に留まるが11勝を挙げ、チームの地区優勝に貢献。ブルージェイズとのリーグチャンピオンシップシリーズでは第4戦に先発し8回途中2失点と好投するが、クローザーのデニス・エカーズリーが打たれて同点に追い付かれ、延長の末敗れる。チームは2勝4敗で敗退した。
1993年は自身初の開幕投手を務めるが不調で、9勝11敗・防御率5.29に留まる。
1994年は開幕から5連敗を喫して5月途中にリリーフ降格。1994年から1995年のMLBストライキでシーズンが打ち切られて3勝に終わり、同年限りで現役引退。

### 引退後
2001年にアリゾナ・ダイヤモンドバックスの投手コーチに就任し、チームはワールドチャンピオンに輝いた。
2006年に行われた第1回WBCではオランダ代表の投手コーチを務めた。
2013年からアスレチックスのマイナー総合コーチに就任。
2014年6月9日夜、心臓発作のためカリフォルニア州シールビーチにて死去。

## 詳細情報

### 年度別投手成績
| 年 度     | 球 団     | 登 板 | 先 発 | 完 投 | 完 封 | 無 四 球 | 勝 利 | 敗 戦 | セ 丨 ブ | ホ 丨 ル ド | 勝 率 | 打 者 | 投 球 回 | 被 安 打 | 被 本 塁 打 | 与 四 球 | 敬 遠 | 与 死 球 | 奪 三 振 | 暴 投 | ボ 丨 ク | 失 点 | 自 責 点 | 防 御 率 | W H I P |
| --------- | --------- | ----- | ----- | ----- | ----- | -------- | ----- | ----- | -------- | ----------- | ----- | ----- | -------- | -------- | ----------- | -------- | ----- | -------- | -------- | ----- | -------- | ----- | -------- | -------- | ------- |
| 1978      | LAD       | 23    | 13    | 4     | 3     | 1        | 7     | 4     | 3        | -           | .636  | 439   | 111.1    | 92       | 6           | 26       | 2     | 1        | 66       | 2     | 2        | 28    | 25       | 2.02     | 1.06    |
| 1979      | LAD       | 25    | 12    | 1     | 0     | 0        | 5     | 6     | 5        | -           | .455  | 349   | 81.1     | 82       | 7           | 32       | 4     | 3        | 64       | 0     | 0        | 42    | 36       | 3.98     | 1.40    |
| 1980      | LAD       | 32    | 32    | 3     | 2     | 1        | 14    | 9     | 0        | -           | .609  | 889   | 213.2    | 190      | 15          | 79       | 6     | 3        | 141      | 7     | 5        | 85    | 78       | 3.29     | 1.26    |
| 1981      | LAD       | 23    | 23    | 2     | 1     | 1        | 9     | 5     | 0        | -           | .643  | 601   | 141.1    | 141      | 11          | 41       | 0     | 3        | 88       | 2     | 0        | 56    | 54       | 3.44     | 1.29    |
| 1982      | LAD       | 36    | 36    | 9     | 3     | 0        | 16    | 11    | 0        | -           | .593  | 965   | 235.2    | 199      | 19          | 81       | 5     | 5        | 176      | 5     | 1        | 94    | 88       | 3.36     | 1.19    |
| 1983      | LAD       | 31    | 31    | 4     | 3     | 0        | 15    | 12    | 0        | -           | .556  | 828   | 204.0    | 164      | 13          | 72       | 4     | 3        | 156      | 4     | 6        | 73    | 60       | 2.65     | 1.16    |
| 1984      | LAD       | 31    | 29    | 3     | 1     | 1        | 13    | 13    | 0        | -           | .500  | 771   | 178.2    | 191      | 11          | 58       | 7     | 2        | 126      | 4     | 2        | 86    | 75       | 3.78     | 1.39    |
| 1985      | LAD       | 23    | 23    | 8     | 3     | 1        | 14    | 4     | 0        | -           | .778  | 675   | 167.1    | 141      | 16          | 35       | 2     | 6        | 96       | 7     | 4        | 49    | 43       | 2.31     | 1.05    |
| 1986      | LAD       | 33    | 33    | 7     | 3     | 1        | 7     | 13    | 0        | -           | .350  | 981   | 235.2    | 227      | 14          | 55       | 6     | 7        | 183      | 2     | 1        | 95    | 86       | 3.28     | 1.20    |
| 1987      | LAD       | 35    | 35    | 6     | 4     | 0        | 15    | 9     | 0        | -           | .625  | 1027  | 251.2    | 204      | 21          | 86       | 6     | 4        | 196      | 4     | 4        | 94    | 90       | 3.22     | 1.15    |
| 1988      | OAK       | 36    | 36    | 4     | 2     | 0        | 17    | 9     | 0        | -           | .654  | 1034  | 244.2    | 237      | 22          | 81       | 1     | 10       | 158      | 3     | 13       | 107   | 99       | 3.64     | 1.30    |
| 1989      | OAK       | 33    | 33    | 1     | 0     | 0        | 17    | 8     | 0        | -           | .680  | 884   | 209.2    | 191      | 13          | 78       | 3     | 6        | 137      | 5     | 0        | 82    | 70       | 3.00     | 1.28    |
| 1990      | OAK       | 35    | 35    | 2     | 2     | 1        | 27    | 6     | 0        | -           | .818  | 979   | 238.0    | 214      | 26          | 77       | 4     | 5        | 127      | 2     | 2        | 90    | 78       | 2.95     | 1.22    |
| 1991      | OAK       | 35    | 35    | 7     | 1     | 0        | 12    | 13    | 0        | -           | .480  | 950   | 220.0    | 220      | 25          | 91       | 3     | 11       | 101      | 3     | 2        | 124   | 112      | 4.58     | 1.41    |
| 1992      | OAK       | 20    | 20    | 0     | 0     | 0        | 11    | 7     | 0        | -           | .611  | 513   | 123.2    | 114      | 13          | 43       | 0     | 2        | 47       | 1     | 0        | 47    | 45       | 3.27     | 1.27    |
| 1993      | OAK       | 30    | 28    | 0     | 0     | 0        | 9     | 11    | 0        | -           | .450  | 746   | 166.2    | 208      | 25          | 56       | 5     | 7        | 63       | 1     | 0        | 102   | 98       | 5.29     | 1.58    |
| 1994      | OAK       | 25    | 8     | 0     | 0     | 0        | 3     | 6     | 0        | -           | .333  | 325   | 68.2     | 79       | 10          | 43       | 2     | 1        | 44       | 3     | 3        | 56    | 54       | 7.08     | 1.78    |
| MLB：17年 | MLB：17年 | 506   | 462   | 61    | 28    | 7        | 211   | 146   | 8        | -           | .591  | 12956 | 3092.0   | 2894     | 267         | 1034     | 60    | 79       | 1969     | 55    | 45       | 1310  | 1191     | 3.47     | 1.27    |

- 「-」は記録なし。
- 太字はリーグ1位。

### 獲得タイトル
- 最多勝利：1回（1990年）

### 表彰
- サイ・ヤング賞：1回（1990年）
- プレイヤー・オブ・ザ・ウィーク：2回（1980年5月18日、1989年8月27日）

### 記録
- オールスターゲーム選出：2回（1980年、1990年）

以下、歴代順位は2016年度シーズン終了時の順位である。
- 通算ボーク：45（歴代2位）

### 背番号
- 35（1978年 - 1994年）

### 代表歴
- 第5回日米大学野球選手権大会 アメリカ合衆国代表（1976年）